# NGC 7380
NGC 7380 је расејано звездано јато у сазвежђу Цефеј које се налази на NGC листи објеката дубоког неба.
Деклинација објекта је + 58° 7' 54" а ректасцензија 22h 47m 21,0s. Привидна величина (магнитуда) објекта NGC 7380 износи 7,2. NGC 7380 је још познат и под ознакама OCL 244, LBN 511.